# Sant Andreu de Sagàs
L'Església de Sant Andreu de Sagàs és una església del municipi de Sagàs (Berguedà) declarada bé cultural d'interès nacional.

## Descripció
El temple romànic fou aixecat a la primera meitat del segle xi. És un edifici de planta basilical, de tres naus capçades per tres absis semicirculars, separades per arcs formers sobre pilastres. Originàriament era cobert amb encavallades de fusta, i un seguit de finestres situades als costats de la nau central, més alta que no les laterals, n'il·luminaven l'interior. Aquesta tipologia, comuna al nord d'Itàlia però infreqüent a Catalunya, fa de Sant Andreu de Sagàs un exemple molt singular en l'arquitectura catalana del segle xi. Posteriorment, a finals del segle xi o a principis del xii, la coberta de fusta fou substituïda per les voltes, de canó a la nau central i de quart de cercle a les laterals. La decoració exterior, amb arcuacions cegues i lesenes, es limita al frontis i a l'absis central.
Aquesta estructura fou molt alterada a partir del segle xvii. Les naus laterals foren compartimentades i convertides en capelles, que més tard serien cobertes amb volta d'aresta, i s'obrí un portal al mur de migdia. l'interior fou modificat amb una decoració neoclàssica al segle xviii, i al segle passat es bastí el campanar de torre, a l'angle S W. Després de la guerra civil espanyola, l'església fou novament restaurada (1942-50), i s'hi adossà la rectoria. Finalment, vers el 1980 els veïns emprengueren la restauració de l'església: en repicaren tot l'interior i excavaren la necròpoli dels absis. El 1985 el Servei del Patrimoni Arquitectònic de la Generalitat de Catalunya es feu càrrec de les obres. La restauració ha consistit bàsicament a recuperar l'espacialitat de l'edifici del segle xi, i a consolidar les estructures més malmeses, com la volta de la nau de tramuntana.
La capçalera romànica de l'església de Sant Andreu és la part més ben conservada de la construcció romànica car la resta de l'església sofrí notables modificacions en el decurs dels anys que han desvirtuat el seu esquema primitiu. Aquesta capçalera respon a una església de planta basilical. L'absis central, ce considerable alçada i elegància, presenta l'ornamentació plàstica dels seus murs pròpia de l'arquitectura del primer romànic meridional o llombard, amb la disposició dels arcs cecs separats per gruixudes faixes llombardes que separen alhora quatre nínxols d'arc de mig punt. Al bell mig de l'absis principal hi ha una esvelta i llarga finestra d'esqueixada i d'arc lleugerament apuntat. Els dos absis laterals són de planta semicircular i no presenten ornamentació exterior.
Al subsòl de l'església s'hi van trobar tombes antropomorfes, concretament s'han estudiat les que ocupen la zona dels tres absis romànics. Es creu que n'hi podria haver més a l'exterior, però no han estat estudiades.

## Història

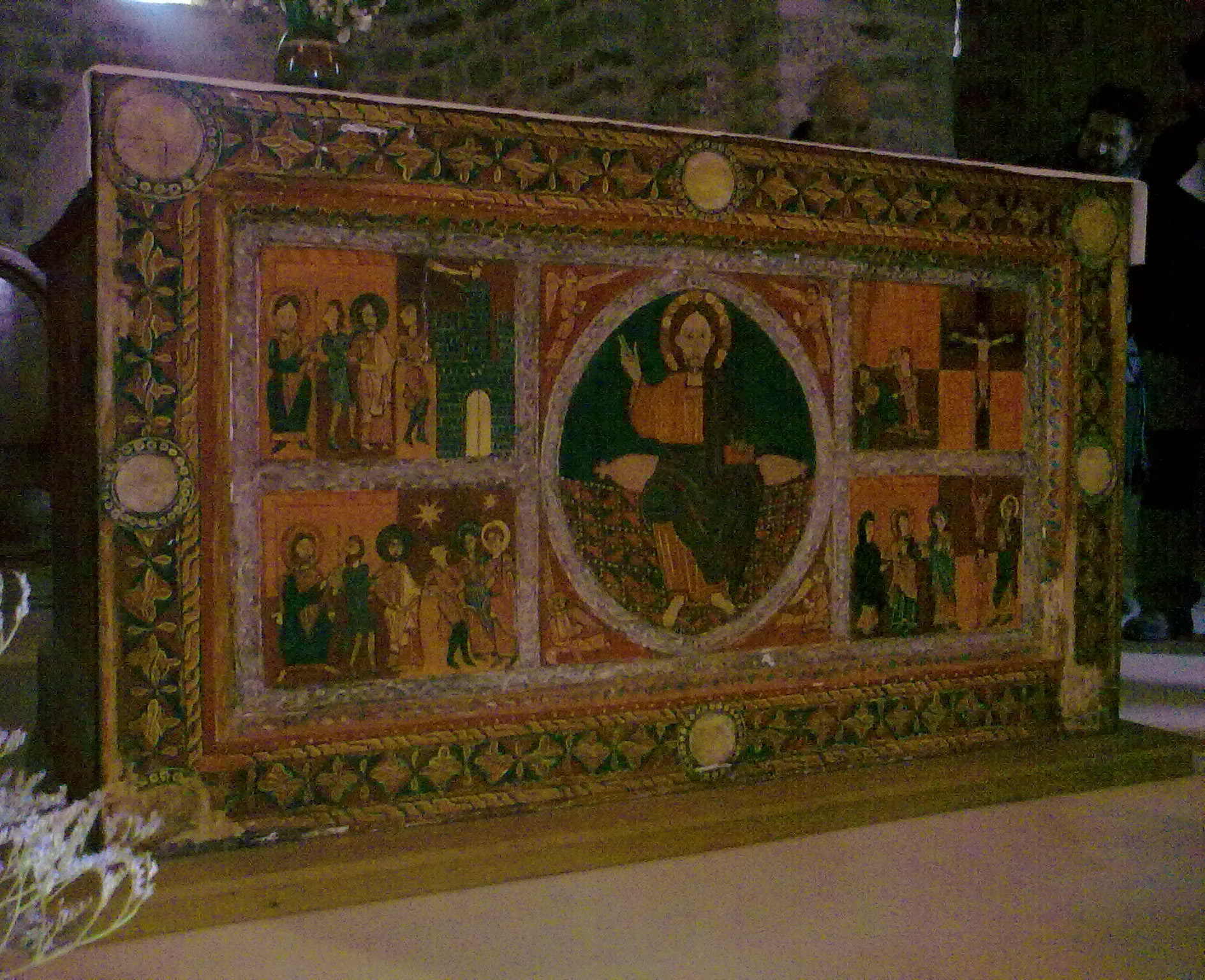
Reproducció del frontal de l'altar romànic. L'original es conserva al Museu Episcopal de Vic.

L'església parroquial de Sant Andreu, que presideix el petit nucli de Sagàs, és documentada des de l'any 903. Tanmateix, l'edifici actual, que ha estat molt modificat, correspon bàsicament a l'aixecat al segle xi. De la primitiva església preromànica només s'han pogut trobar, en les recents excavacions, vestigis d'un temple que era molt probablement de tres naus i, al seu costat, dins l'àmbit de la capçalera romànica, una necròpoli dels segles IX-X.
Al Museu Episcopal de Vic actualment es conserva la taula frontal del frontal d'altar de sant Andreu de Sagàs. De fet, el primer catàleg del Museu Episcopal publicat l'any 1893 menciona l'altar com una peça de procedència incerta al terme de Capolat, al Berguedà. No obstant això, estudis posteriors han demostrat com dues peces conservades al Museu Diocesà i Comarcal de Solsona han estat identificats com els dos laterals d'aquest frontal formant, d'aquesta manera, un conjunt unitari. Aquests laterals si que han estat documentats amb certesa com a procedents de l'església de Sant Andreu de Sagàs.